# Meïr Dagan
Pour les articles homonymes, voir Dagan.
Meïr Dagan  (hébreu : מאיר דגן) est un militaire israélien, directeur du Mossad (service de renseignement israélien) d'août 2002 à 2011.

## Biographie
Meïr Dagan est né le 30 janvier 1945 en URSS et a immigré en 1950 en Israël. Il est décédé en Israël le 17 mars 2016.
Selon le journaliste Ronen Bergman, Meïr Dagan a renforcé le Mossad, qui avait été confronté à une série d'échecs. Sous son mandat, le Mossad a pu infiltrer le Hezbollah et les forces armées du Syrien Mohammed Sleiman, interrompre le transfert d'armes et de techniques de pointe entre le Hezbollah et le Corps des Gardiens de la révolution islamique et assassiner Imad Moughniyah. Sous sa présidence, le Mossad a également freiné le programme nucléaire de l'Iran. L'assassinat de Mahmoud al-Mabhouh, un des fondateurs des brigades Izz al-Din al-Qassam du Hamas, en janvier 2010 a été déterminant dans sa non-reconduction à la direction du Mossad. La couverture des agents du membres du commando israélien avait en effet été compromise, suscitant d'importantes répercussions diplomatiques internationales.